# 狸克
狸克（日语： Tanukichi），是動物森友會系列中的虛構角色，負責經營村莊商店（在《集合啦！動物森友會》中則為居民服務中心）。他首次登場於2001年的任天堂64遊戲《動物森友會》，該遊戲後來在歐洲及北美的任天堂GameCube主機上推出。 在系列遊戲的開頭，狸克會將一棟房子賣給玩家，並設定一筆房貸讓玩家償還；在玩家還清房貸後，他還會提供房屋升級的選項。在《来吧！动物森友会》和《集合啦！動物森友會》中，狸克一開始賣給玩家的是帳篷，而非房子。此外，狸克也多次出現在任天堂明星大乱斗系列中。

## 設定
根據《走出戶外 動物森友會》中的角色對話，狸克自從小在玩家剛搬來的村莊長大，後來以在都市中取得成功為目標而離開了村莊，並留下了像麻兒這樣的朋友在《歡迎光臨 動物森友會》中狸克透露麻兒是他的兒時好友，而當他決定前往都市時，麻兒曾為他感到擔憂。此外，狸克的口頭禪是 「……狸」。
然而，城市生活並不如狸克所期望，他最終選擇放棄都市生活。麻兒曾形容過去的狸克性格樂觀，但在城市的經歷使他的個性發生了變化，變得如玩家在遊戲中所見般專注於工作和賺錢。儘管麻兒和狸克漸行漸遠，但麻兒仍會使用狸克送給她的剪刀來慶祝生日。在《動物森友會 快樂之家設計師》中，狸克透露他將90%的收入捐給了孤兒院。此外，雖然狸克是單身，且與商店店員豆狸和粒狸並無父子關係，但豆狸與粒狸的英語姓氏與狸克一致。
狸克是K.K.的粉絲，他在唱卡拉OK時最擅長K.K.的歌曲《K.K.演歌》。在《集合啦！動物森友會》中，狸克鼓勵玩家將島嶼評價提高到三顆星，以便邀請K.K.到島上表演。

## 概念與特徵
狸克是日本傳統文化中的動物——狸貓。任天堂Treehouse本地化團隊的成員Rich Amtower和Reiko Ninomiya曾將他描述為「你人生中第一個頭目」，並補充說：「儘管他總是一副公事公辦的模樣，且未必總是有時間寒暄，但狸克並不是壞人。因為他願意雇用一個剛到新鎮上的人，這本身就帶有風險，卻也顯現出他的慷慨。」Ninomiya也同意這一看法，兩人認為狸克被認為貪婪的印象，實際上可以從城市物价指数與其商店定價的對比中得到緩解。在與1UP.com的訪談中，Amtower多次開玩笑地提到一種「反狸克偏見」（英語：anti-Nook bias）。

## 反響
自狸克從首部《動物森友會》初登場以來，人們對狸克的評價好壞參半。
IGN將狸克列為最希望出現在《任天堂明星大亂鬥X》的第九個角色，形容他狡詐、陰險且邪惡。儘管狸克源於非戰鬥類遊戲，因此可能不適合成為格鬥角色，他們仍表示會樂於看到他被打敗。另一篇IGN文章將《Major Minor's Majestic March》中主角持有的「會說話的指揮棒」與狸克相比，認為其煩人程度僅次於狸克。GameSpy將狸克列為他們最喜愛的「頭目」之一；編輯布萊恩·阿爾塔諾（Brian Altano）特別提到他對狸克「又愛又恨」，雖然狸克為小村莊提供了值得讚賞的服務，但阿爾塔諾認為玩家生活在狸克的世界，而不是自己的世界，這讓他們與狸克的關係更加現實化。UGO.com將狸克評為《動物森友會》中最佳角色第五名，表示雖然電源叔叔會令人惱火，但狸克則是個「混蛋」。他們補充說，他們「恨」狸克，並戲稱他是一個「犯罪頭目」。Junkee對狸克的性格也給予相對負面的評價，同時指出他在系列遊戲中的角色轉變。他們認為狸克的個人特質並不如他所代表並從中獲益的剝削性體系來得重要。
狸克也獲得了一些正面的評價。在作家凱瑟琳·伊斯比斯特（英語：Katherine Isbister）《更好的遊戲角色設計：心理學方法》(英語：Better Game Characters by Design: A Psychological Approach)一書中，她將狸克列為導師型角色的典範，認為他以間接的方式幫助玩家。GamesRadar將他列為「十年內25個最佳新角色」之一，指出狸克憑藉其作為病毒式迷因及狡詐的角色形象，成功贏得了玩家與網民的喜愛。2012年，GamesRadar將狸克評為「遊戲史上百大反派」的第80名，並調侃道，雖然浣熊通常「條紋可愛又毛茸茸」，但「狸克可以下地獄」。同年， Complex也將他列為「史上最酷的遊戲反派」的第49名。 

遊戲研究學者伊恩·博戈斯（英語：Ian Bogost）將狸克描述為《動物森友會》中有關消費與債務經濟運作的核心角色：  
村民們從未出現在狸克的商店裡……相比之下，玩家則完全參與了消費的過程：他償還債務、購買商品、販售商品。而狸克則購買商品，並將之轉化為財富。……玩家花得越多，狸克賺得越多。透過將所有的財務交易濃縮為玩家與狸克之間的單一流動，遊戲以程序化的方式重現了財富再分配的過程，甚至讓年幼的孩子也能理解。狸克是一種企業資產階級的濃縮體。狸克是一種企業資產階級的縮影。
汤狸克曾在多篇文章中被戲仿，經常被比喻為黑幫老大、犯罪头目或其他反派角色。IGN將他列入「百大遊戲反派」名單，認為狸克看似和善，卻擁有「冷酷無情且專橫的內心，只為迅速賺取鈴錢」。IGN編輯Patrick Kolan則形容狸克是《動物森友會》中相當於19世紀皮條客阿尔·斯威伦根(英語：Al Swearengen)的翻版，稱讚他卓越的商業頭腦以及其角色定位與性格特質的相似性。狸克還被刻畫為一名狡猾或黑幫角色，例如網路漫畫《VG Cats》中描繪他以暴力手段向玩家角色索取租金。此外，在漫畫《PvP》中，狸克與老虎戈麥斯威脅毀掉玩家的房屋，原因是玩家欠下了50萬鈴錢。GamesRadar的一篇諷刺文章中，他們暗示《動物之森》的角色（尤其是狸克）正在將玩家引誘進一個「動物崇拜的邪教」中。GameSpy則將狸克列為「在現實中會令人厭惡的遊戲角色」之一，表示他在遊戲中令人煩躁，而如果在現實中他是房東，則會讓人感到恐懼。1UP.com的編輯Jeremy Parish在《歡迎來到 動物森友會》的評論中製作了一部戲仿的紀錄片，指出狸克敏銳的商業頭腦讓他得以有效掌控整個村莊。在電視節目《機器雞》狸克在名為《華爾街之狼》的短劇中被戲仿，被戲仿成一名透過非法手段賺取數兆鈴錢的商業大亨。

## 衍生作品

### 電影
狸克於2006年上映的《劇場版 動物森友會》中登場，由龍田直樹擔任狸克的配音。

### 其他遊戲作品
狸克在任天堂明星大亂鬥系列遊戲中多中多次以小角色的形式登場，例如在《任天堂明星大亂鬥DX》、《任天堂明星大亂鬥X》、《任天堂明星大亂鬥 for 3DS/Wii U》及《任天堂明星大亂鬥 特別版》中作為收藏品出現。此外，他也作為背景角色出現在以《動物森友會》系列為主題的「Smashville」舞台中。 狸克的商店音樂亦收錄於《任天堂明星大亂鬥X》的「市政廳與狸克商店」曲目中。

### 周邊商品
狸克還出現在多款周邊商品中，例如絨毛玩偶等促銷商品中。
2015年11月，狸克的amiibo模型正式發售。